# Gheorghe Titu
Gheorghe Titu es un deportista rumano que compitió en piragüismo en la modalidad de aguas tranquilas. Ganó tres medallas en el Campeonato Mundial de Piragüismo entre los años 1979 y 1983.

## Palmarés internacional
| Campeonato Mundial | Campeonato Mundial    | Campeonato Mundial | Campeonato Mundial |
| Año                | Lugar                 | Medalla            | Evento             |
| ------------------ | --------------------- | ------------------ | ------------------ |
| 1979               | Duisburgo (RFA)       | Medalla de plata   | C2 10 000 m        |
| 1982               | Belgrado (Yugoslavia) | Medalla de bronce  | C1 10 000 m        |
| 1983               | Tampere (Finlandia)   | Medalla de plata   | C1 10 000 m        |